# 定遠號戰艦
定遠號是清朝海軍舰队北洋水師的戰艦之一，其同型艦（定远级铁甲舰）為鎮遠號。
與鎮遠號一樣，定遠號同為清廷向德國訂購的戰艦之一，於斯德丁（今波兰什切青）的伏爾鏗造船廠建造，為大清國北洋舰队的主力艦。在造艦合約中，原本訂明除艤裝外在完工後付運中國，但受中法戰爭影響，德國需保持中立，所以在戰爭結束後才付運。定遠號於1885年10月服役，並成為大清國北洋水師的旗艦。在甲午戰爭前，定遠號曾出訪俄羅斯、朝鮮半島、日本等地，日本方面一度為這艘強大戰艦所震懾。在大东沟海战中定远舰开炮时洋员马吉芬（“镇远”舰帮办）回忆曾和丁汝昌一同站在炮口附近突遇冷不防开炮，被炮风震倒，但在翻译时被誤作“与此桥齐飞”，长期地造成了定远的飞桥腐朽不堪的错误说法。

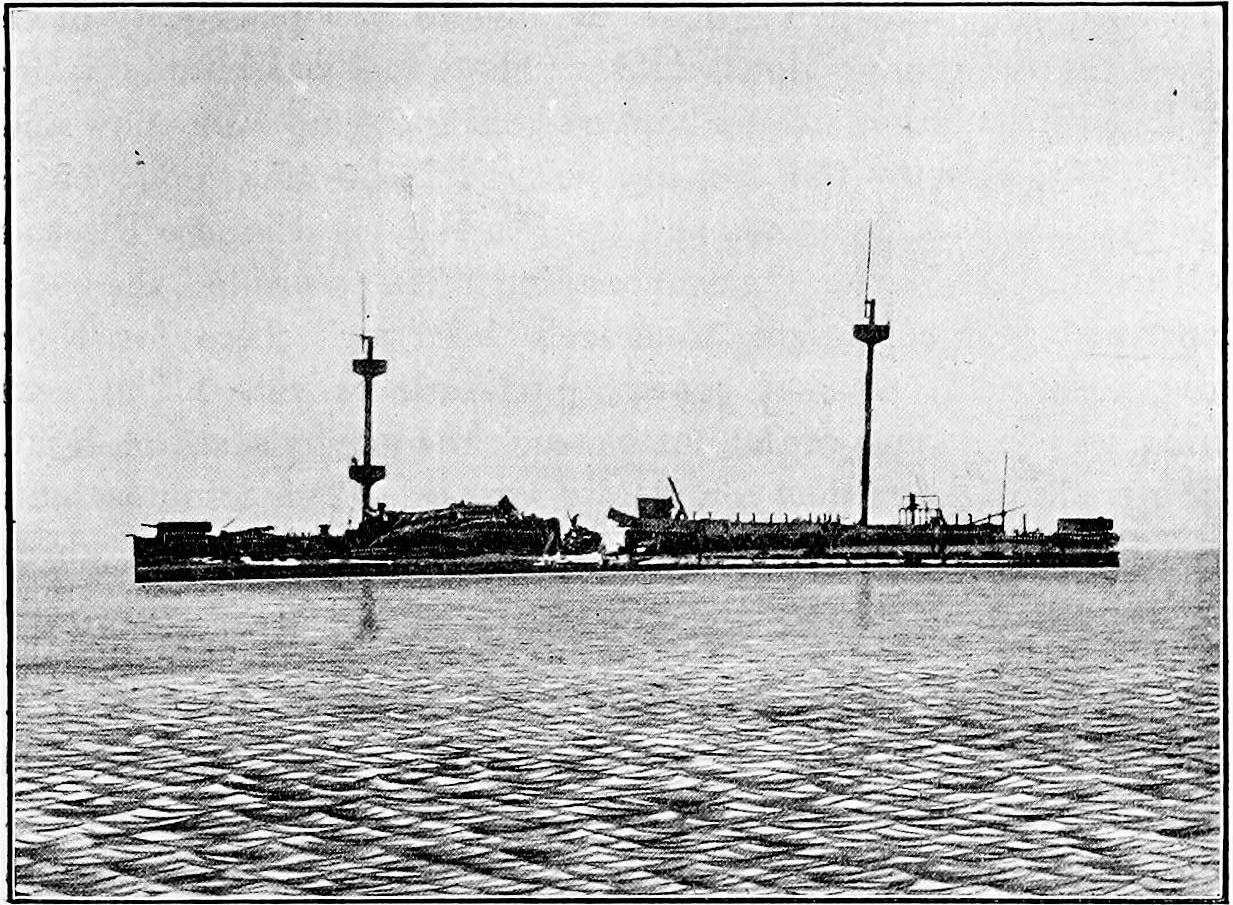
定遠號中魚雷後照片

此艦於1895年二月十日中日甲午戰爭威海衛之戰遭日軍魚雷艇攻擊，被魚雷擊中失去行動能力，隨即彈藥用罄，定遠號管帶（艦長）劉步蟾下令將炸艦自沉，隨後劉步蟾吞鴉片自殺。隔日，北洋海軍水師提督丁汝昌自殺。
2019年，“定远舰”沉舰遗址在威海发现。

## 纪念舰
为纪念这段历史，2004年，中國方面開始建造定遠艦的一比一複製品。工程於5月開始，威海港及当地企业威高集团投资5000万人民币，秦皇島瑞星船務工程負責，嚴格按照當時的規格仿造。纪念艦於9月13日建造完成並下水，至2005年4月16日駛往威海港，當日也進行了海祭儀式，紀念甲午戰爭中抗擊日軍的北洋水師。現時這艘仿製品停泊於威海港作为水上博物馆，展出定远舰、北洋水师及甲午战争等内容。

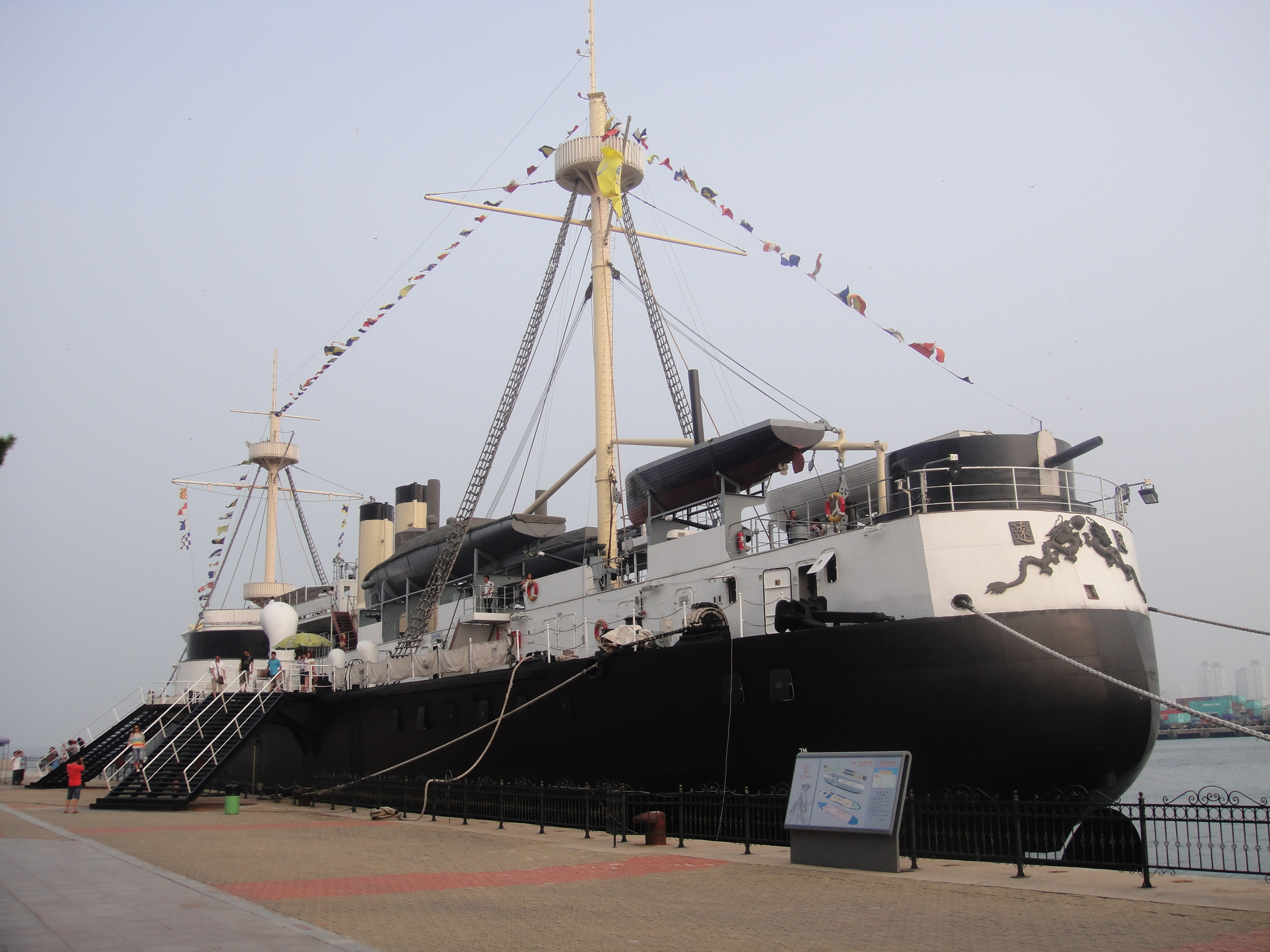
定远号全比例仿制品
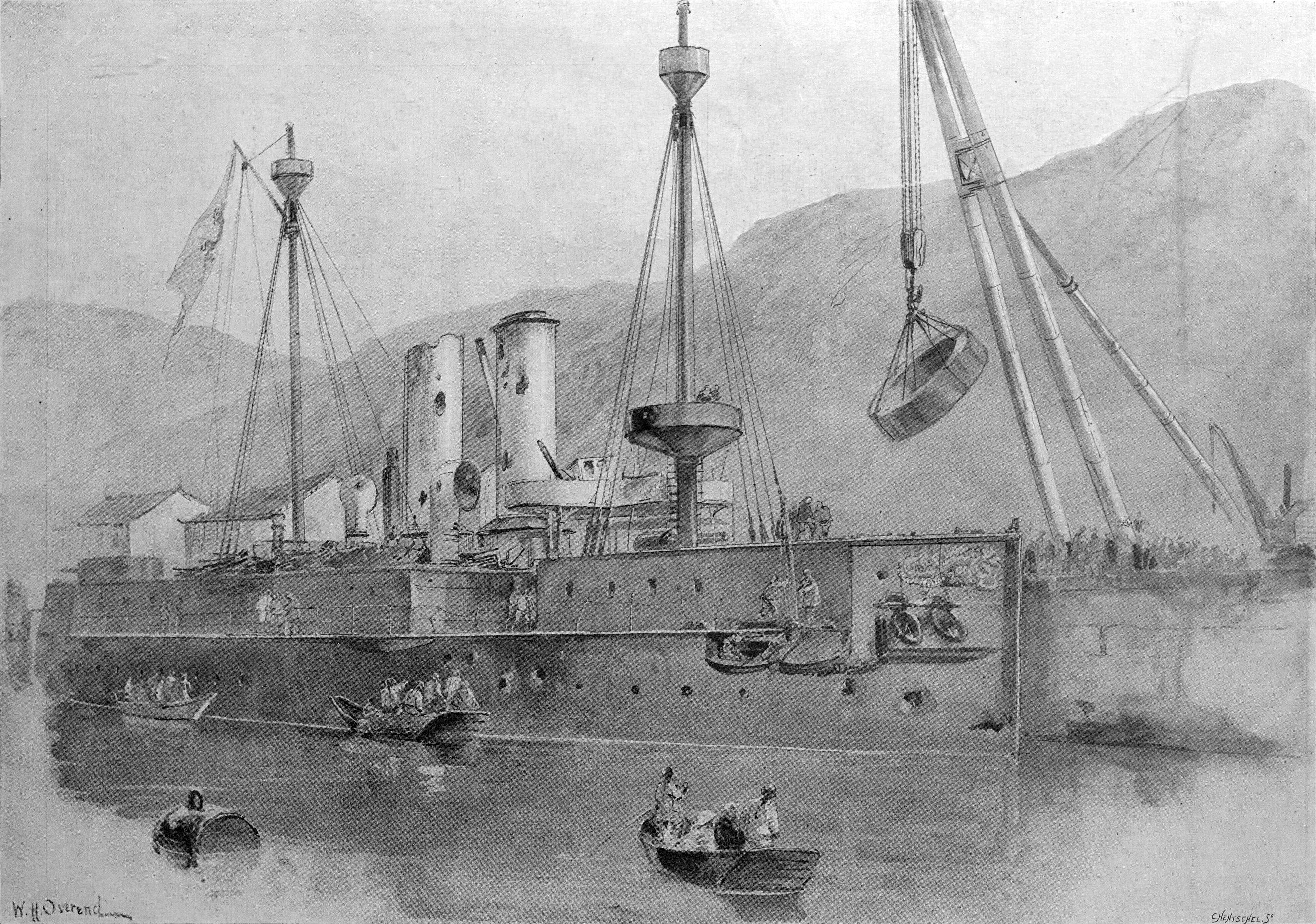
1895年的素描
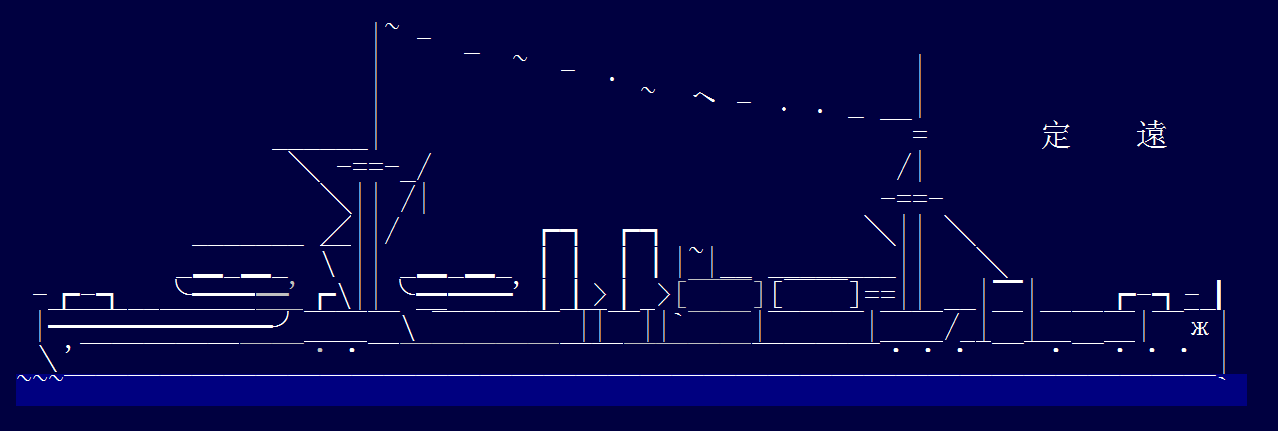
定远号简要侧视图
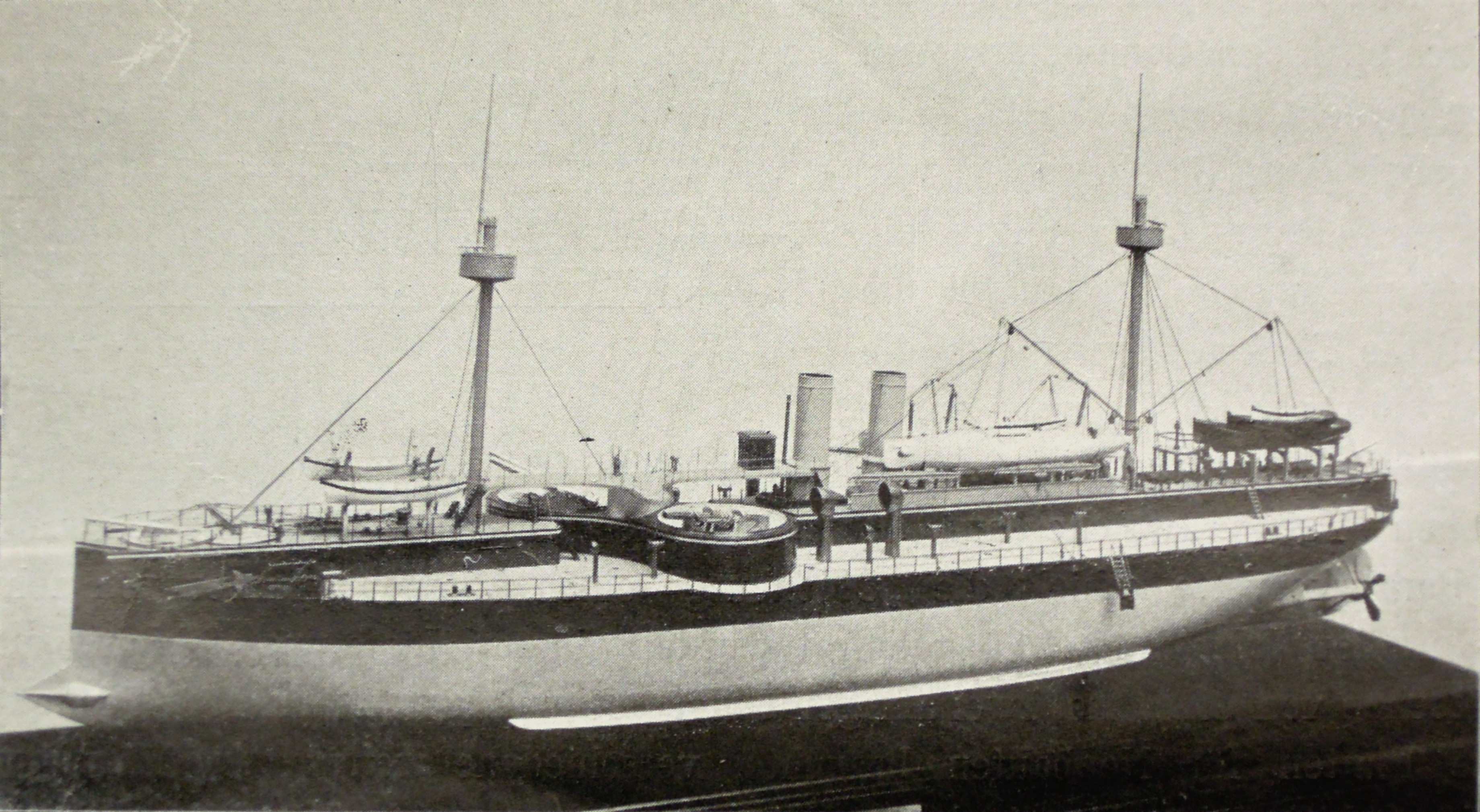
1883年交艦時的模型

## 登場作品
- 《宮崎駿的雜想筆記》
- 《一八九四·甲午大海战》
- 《日俄戰爭物語》
- 《鐵甲艦上的男人們》

## 外部連結
- 北洋水師
- 北洋水師定遠號紀念艦重返威海港（页面存档备份，存于）

1. ↑  威海：复制“定远”号战舰 （页面存档备份，存于）--CCTV.com